# ضريح سكينة خاتون
ضريح سكينة خاتون (بالفارسية: آرامگاه سکینه خاتون) هو ضريح تاريخي يعود إلى السلالة الصفوية، ويقع في مقاطعة قم.